# Navi vichinghe
Per navi vichinghe s'intendono le navi usate dai Vichinghi durante l'epoca vichinga. 
Si trattò d'un insieme piuttosto eterogeneo di natanti, finalizzati ad usi specifici e diversi tra loro ma accomunati da una linea uniforme: snelli e flessibili, dotati di chiglia e con estremità simmetriche. Il tipo costruttivo si basava sul clinker, la sovrapposizione di assi rivettate tra loro. Alcune navi, secondo le fonti letterarie, dovevano avere una polena in foggia di testa di drago. I navigli vennero impiegati per diversi usi: incursioni belliche (sbarchi ed operazioni anfibie), commercio su breve e lunga distanza, esplorazione e colonizzazione.
Nella letteratura, le navi vichinghe sono di solito divise in due grandi categorie, navi mercantili e navi da guerra, in realtà sovrapponibile tra loro. Alcuni tipi di mercantili, costruiti appositamente per il trasporto di merci, potevano essere riconfigurate in navi da guerra. La maggior parte delle navi vichinghe erano progettate per la navigazione di fiumi, fiordi ed acque costiere, mentre altri, come il Knarr, potevano navigare in mare aperto e persino nell'oceano. Le navi vichinghe vennero impiegate nel Mar Baltico, nell'Oceano Atlantico (raggiungendo l'Islanda, le Isole Faroe, la Groenlandia, la Terranova), nel Mar Mediterraneo, nel Mar Nero e nel Mar Rosso.

## Sviluppo
La nave fu il fulcro della cultura scandinava per millenni, servendo sia scopi pragmatici sia religiosi, e la sua importanza era già profondamente radicata nella cultura scandinava quando iniziò l'epoca vichinga. La Scandinavia è una regione con catene montuose interne relativamente alte, fitte foreste e un facile accesso al mare con molti porti naturali. Di conseguenza, le rotte commerciali venivano gestite principalmente via mare, poiché i viaggi verso l'interno erano sia più pericolosi sia scomodi. Molte incisioni su pietra risalenti all'età della pietra nordica e in particolare all'età del bronzo nordica, raffigurano navi in varie situazioni e navi preziose furono sacrificate come parte delle offerte votive cerimoniali almeno dall'età del ferro nordica, come dimostrano le navi di Hjortspring e Nydam.
I regni vichinghi si svilupparono in città e fortezze costiere, tutte profondamente dipendenti dal Mare del Nord e dal Mar Baltico per la sopravvivenza e lo sviluppo. Il controllo delle vie navigabili era di importanza cruciale e, di conseguenza, le navi da guerra avanzate erano molto richieste. Nel frattempo, causa la loro enorme importanza, le navi divennero un pilastro della religione vichinga oltre che simboli di potere e prodezza. Durante il primo millennio, i capi vichinghi e i loro parenti furono comunemente sepolti con una nave intatta e lussuosa per trasportarli nell'aldilà. Inoltre, le monete Hedeby (tra le prime monete danesi conosciute) riportano impressi emblemi di navi. Da questo contesto ne uscì la "nave vichinga", il natante più avanzato in Europa

## Tipologia

### Faering
Un faering è una barca a remi aperta con due paia di remi. La si trova comunemente nella maggior parte delle tradizioni di costruzione di barche nella Scandinavia occidentale e settentrionale d'età vichinga.

### Karve
Il Karve era un piccolo natante a scafo largo simile al knarr (v. sotto). Era usato sia per la guerra sia per il trasporto ordinario di persone, merci o bestiame. Poiché erano in grado di navigare in acque molto poco profonde, venivano anche usati per la navigazione sotto-costa. L'ampiezza standard era di circa 17 piedi (5,2 m).

### Knarr
Knarr è l'etimo norreno che indica la nave costruita per i viaggi nell'Oceano Atlantico: mercantili con una lunghezza media di circa 54 piedi (16 m), larghezza di 15 piedi (4,6 m), dislocamento 50 t. e una capacità di carico di 122 t. Più corto rispetto alla longship, lo knarr era più robusto e dipendevano principalmente dalla propulsione velica: i remi erano usati come propulsione ausiliaria solo in caso di bonaccia. Per questo motivo,fu usato per viaggi più lunghi e pericolosi (come i trasporti oceanici) rispetto alla longship. Era in grado di navigare per 75 miglia (121 km) in un giorno, con un equipaggio di 20-30 uomini, e attraversava abitualmente il Nord Atlantico trasportando bestiame e merci da e verso la Groenlandia e le altre isole nordatlantiche. Il design del knarr influenzò nel Basso Medioevo il design della cocca usata dalla Lega anseatica. Il knarr meglio conservato fu trovato nel 1933 in Svezia (c.d. "nave Äskekärr") e si ritiene risalga al 930 d.C.

### Longship

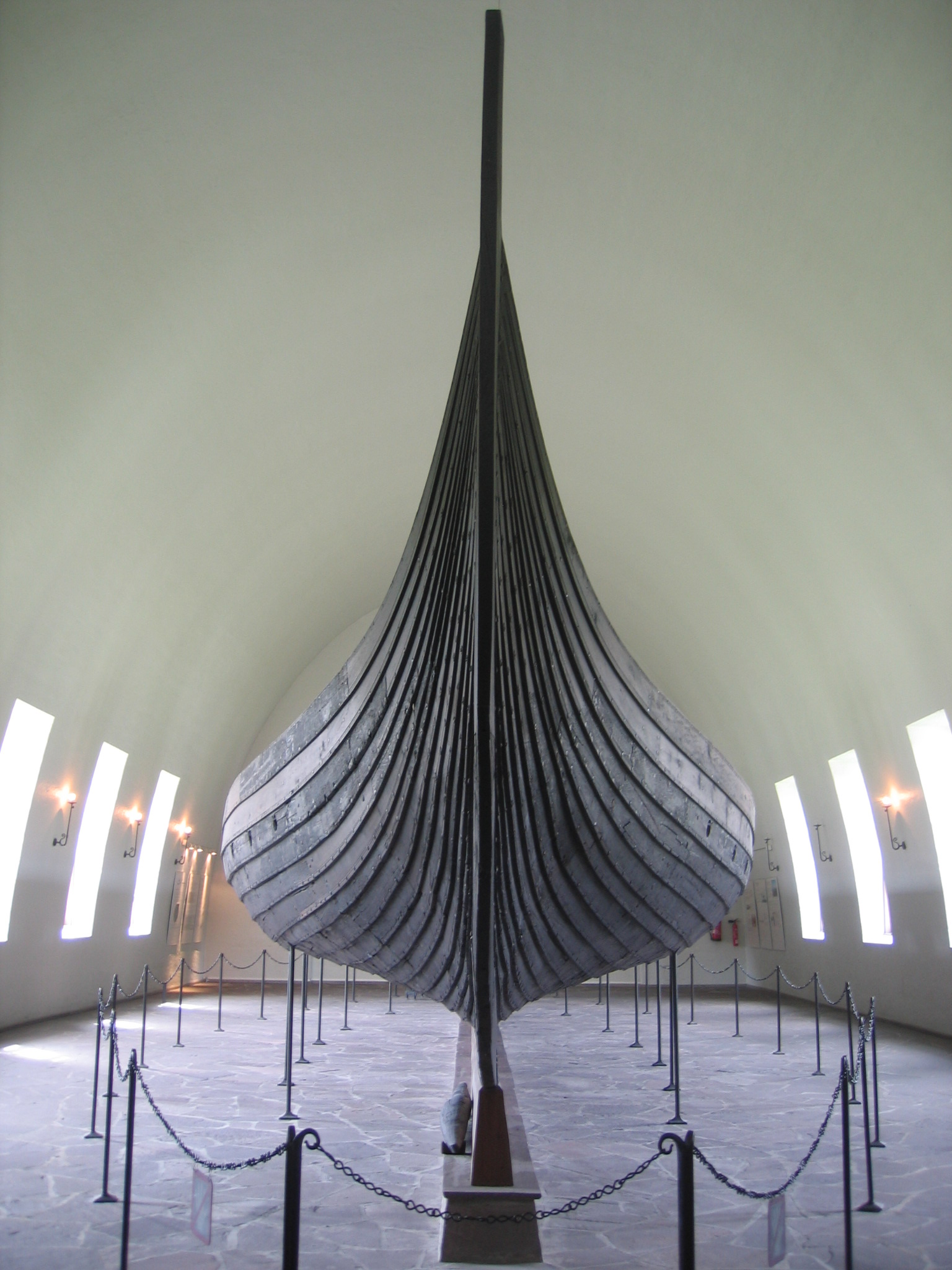
La nave di Gokstad, in mostra al Museo delle navi vichinghe di Oslo (Norvegia).

Le longship, usate dai Vichinghi per il commercio, l'esplorazione e la guerra, sono le navi vichinghe più iconiche. Il loro design si evolvette negli anni: originò nell'età della pietra con il prototipo del umiak, proseguì nel IX secolo (v. navi di Nydam e Kvalsund) sino alla forma definitiva (IX-XIII secolo). Il carattere e l'aspetto di queste navi si sono riflessi fino ad oggi nella carpenteria tradizionale scandinava. La velocità media delle navi vichinghe variava da nave a nave ma si situava nell'intervallo di 5-10 nodi e la velocità massima di una longship in condizioni favorevoli era di circa 15 nodi.
La longship è un natante in legno dal basso pescaggio, snello, agile ed elegante, progettato per la velocità, la navigazione anche in acque molte basse (profondità un metro) e la versatilità tattica (sbarchi, partenze veloci, trasportato portage, ecc.). Prua e poppa erano simmetriche per poter invertire rapidamente la direzione: caratteristica particolarmente utile nelle latitudini settentrionali per scansare iceberg e banchise. I remi delle longship erano lunghi quasi quanto l'intera nave. Le versioni tarde avevano una vela quadra su singolo albero in sostituzione/rinforzo alla propulsione a remi, specialmente nei viaggi lunghi.
Le longship sono classificate per dimensioni, dettagli costruttivi e impianto decorativo. La classificazione standard si basa sul numero di banchi per i rematori: dal Karvi (13 file di rematori) al Busse (anche 34 file di rematori).
Le longship erano l'epitome del potere navale scandinavo a quel tempo ed erano beni di grande valore. Erano spesso di proprietà di agricoltori costieri e commissionati dal re in tempi di conflitto, al fine di costruire una potente forza navale (destinata al trasporto di truppe, non come navi da guerra). Nel X secolo, venivano talvolta legate insieme in battaglia per formare una piattaforma stabile per gli assalti dellai fanteria. I Longship erano chiamati drakuskippan (it. "navi-drago") dai Franchi perché avevano la prua in forma di drago.

Dall'etimo della nave lunga deriva il Longphort, la fortificazione costiera usata dai vichinghi, spesso semplicemente un recinto di longship portate a riva.

## Carpenteria navale
Le navi vichinghe differivano dalle loro contemporanee per maggiori navigabilità e leggerezza. Ciò si dovette al sistema di costruzione clinker (lapstrake) basato sulla parziale sovrapposizione di assi di legno (solitamente quercia) rivettate tra loro: lo scafo clinker poteva essere sottile quanto un pollice (2,5 cm) risultando comunque più solido di uno scafo di tavole segate.
Le assi di quercia della chiglia erano rivettate con chiodi di ferro battuto. Ciascuna fila di assi si sovrapponeva a quella sottostante e tra le assi veniva usato un calafataggio impermeabile per creare uno scafo robusto ma flessibile. La forma dello scafo era mantenuta tramite costolonatura.
Grandi navi potevano essere costruite usando il sistema clinker:  non erano rare drakuskippan che trasportavano 100 guerrieri.
Inoltre, durante la prima era vichinga, le navi avevano scalmi intagliati nella murata ed i remi potevano essere facilmente riposti sullo scafo per consentire un più efficiente uso della propulsione velica. Le più grandi navi dell'epoca potevano viaggiare a 5-6 nodi con i remi e fino a 10 nodi con la vela.
Il timone, nelle navi vichinghe, era costituito da un remo, come normale nei tempi antichi.

## Navigazione
Fidando sull'avanzata tecnologia delle loro navi, i Vichinghi iniziarono a fare sempre più frequenti viaggi oceanici, sviluppando le adeguate competenze nautiche. Quanto queste conoscenze fossero avanzate rispetto a quelle dei loro contemporanei è oggetto di dibattito.
In età passata, era normale che il pilota di una nave approcciasse in modo empirico alla sua materia: familiarità con maree, tempi di navigazione e punti di riferimento di percorsi noti ecc. I vichinghi non erano da meno: es. gli studiosi sostengono che l'avvistamento di una balena permetteva di determinare la giusta direzione poiché le balene sono solite nutrirsi di acque ubicate presso la terraferma, dove le masse terrestri hanno spinto le correnti di acque profonde verso aree più basse.
Secondo alcuni accademici invece i Vichinghi svilupparono più avanzati sistemi di navigazione, quali:
- l'uso di una bussola solare: un mezzo disco di legno trovato sulle rive del Narsarsuaq (Groenlandia) sembrava supportare questa ipotesi, tuttavia, ulteriori indagini rivelarono che le fessure inscritte nel disco sono spaziate in modo sproporzionato e quindi non può funzionare come una bussola accurata; fu suggerito che lo strumento fosse un "disco di confessione" usato dai sacerdoti cristiani per contare il numero di confessioni dei parrocchiani;[13] e
- l'uso della pietra solare, capace di polarizzare la luce e quindi di determinare la direzione delle onde luminose individuando il sole anche quando oscurato dalle nubi. La pietra cambia in un determinato colore, in base alla direzione delle onde, ma solo quando l'oggetto è tenuto in un'area con luce solare diretta. Pertanto, la maggior parte degli studiosi discute l'affidabilità e la plausibilità dell'uso di uno strumento di navigazione che può determinare la direzione solo in condizioni così limitate.[14] Le saghe vichinghe raccontano poi abitualmente di viaggi in cui i vichinghi soffrivano di "hafvilla" (lett. "smarrimento"): assaliti dalla nebbia o dal maltempo, perdevano completamente l'orientamento. Questa descrizione suggerisce che non usassero pietre solari con il sole oscurato. Inoltre, il fatto che questo stesso smarrimento potesse sorgere con la bonaccia suggerisce che i Vichinghi si affidassero ai venti dominanti per navigare, in linea con un approccio empirico alla navigazione.[15]

## Cultura e tradizioni

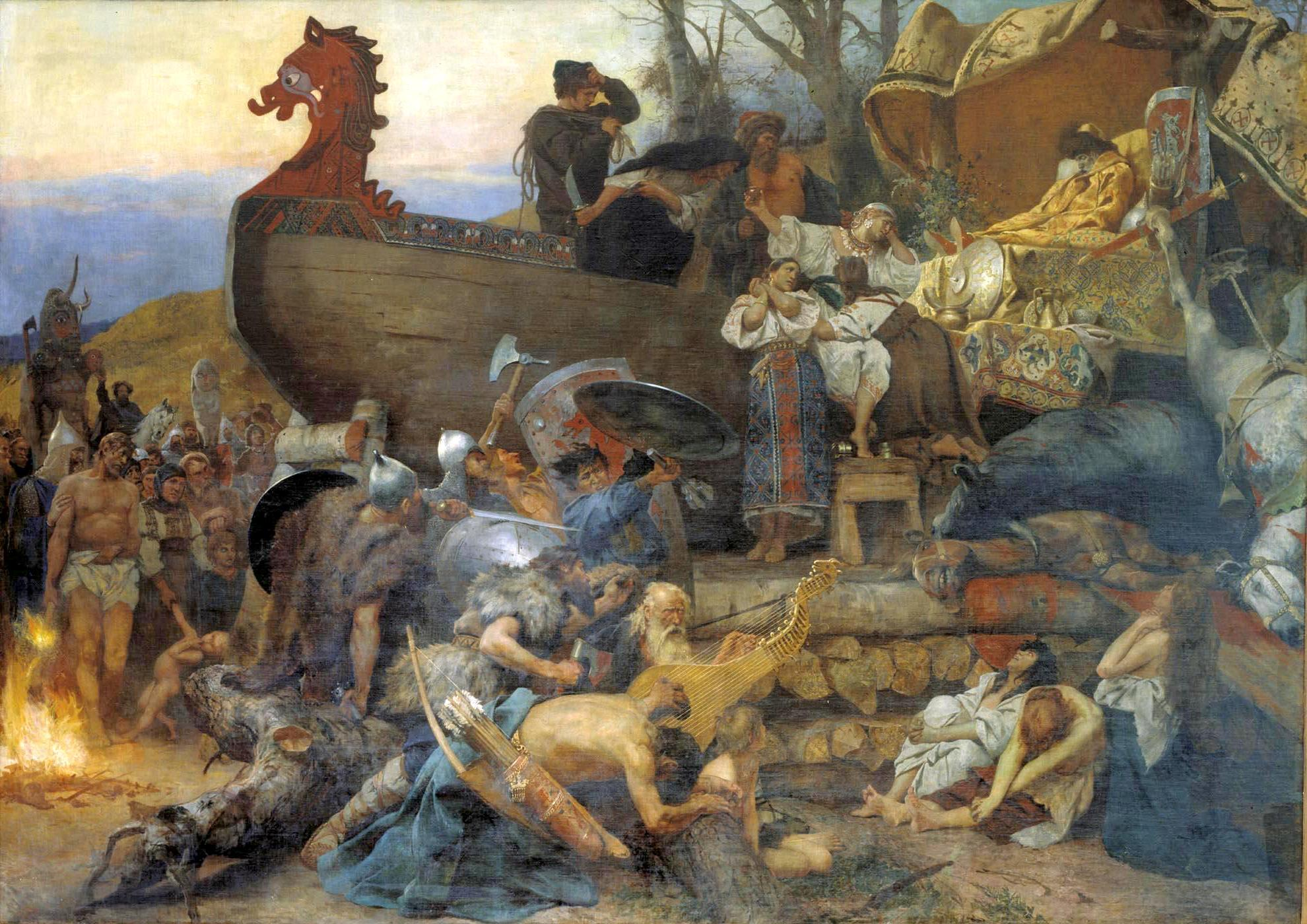
Nave funeraria di Igor il Vecchio nel 945 - dipinto di Henryk Siemiradzki (1843-1902).

I vichinghi facevano largo uso della c.d. "Nave funeraria" nel funerale dei loro notabili.
 
Il corpo del morto, accuratamente preparato e vestito con i suoi abiti migliori, era trasportato nel luogo di sepoltura in un carro trainato da cavalli dopodiché veniva messo sulla sua nave, insieme a molti dei suoi beni più preziosi: i cavalli preferiti, spesso un fedele cane da caccia e occasionalmente schiavi e famigliari (sacrificati prima della sepoltura). I Vichinghi credevano fermamente che il morto sarebbe "salpato verso l'aldilà". Un esempio di sepoltura in una nave vichinga fu rinvenuto vicino al villaggio danese di Ladby.
La nave funeraria è usanza attestata in Scandinavia dall'età del ferro nordica, come dimostrano la Nave di Hjortspring (400–300 a.C.) o le navi di Nydam (200–450 d.C.). Le navi ricoprirono grande importanza spirituale nelle culture norrene sin dall'età del bronzo nordica.

## Navi conservate

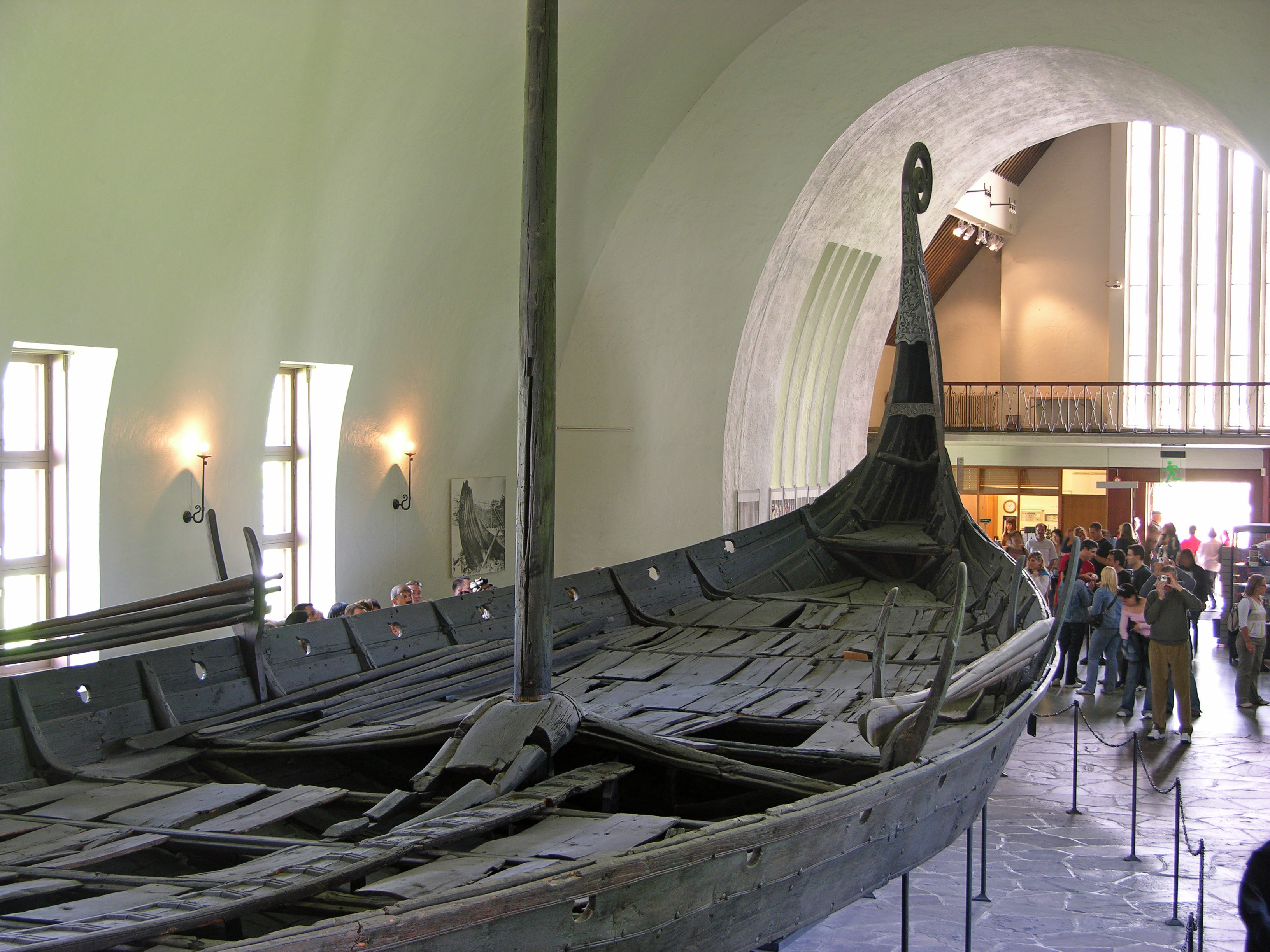
I resti conservati della nave di Oseberg - Museo delle navi vichinghe di Oslo.

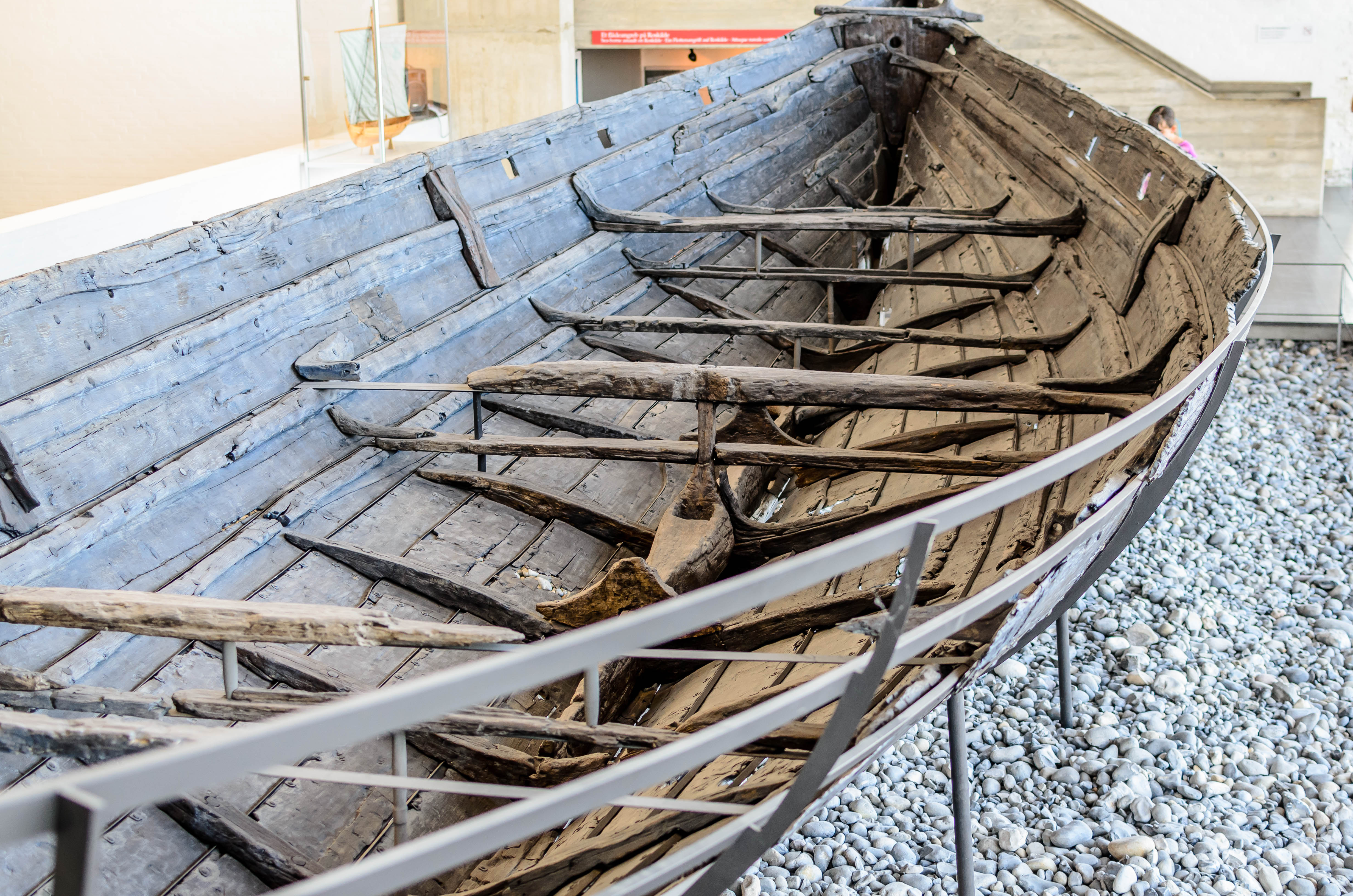
I resti della nave n. 3 di Skuldelev - Museo delle navi vichinghe di Roskilde.

Diverse navi vichinghe originali sono state trovate nel corso dei secoli ma solo alcune erano sufficientemente intatte da poter essere conservate. Le più importanti sono: 
- la Nave di Gokstad: lunghezza totale - circa 23,3 metri (76 ft);
- la Nave di Oseberg: lunghezza totale - circa 21,5 metri (71 ft);
- la Nave di Gjellestad: lunghezza totale - circa 19,0 metri (62,3 ft)[16];
- la Nave di Tune: lunghezza totale - circa 18,7 metri (61 ft); e
- le Navi di Skuldelev: sono un gruppo di cinque antiche imbarcazioni vichinghe scoperte presso un canale naturale del fiordo di Roskilde, denominato come Skuldelev.

## Repliche
Le navi vichinghe sono tra i più comuni natanti antichi in uso nella rievocazione storica.
 
La Viking, la primissima replica di nave vichinga, costruita dal cantiere navale Rødsverven a Sandefjord (Norvegia), salpò nel 1893 attraversando l'Oceano Atlantico fino a Chicago per la Fiera Colombiana. Ci sono un numero considerevole di ricostruzioni moderne di navi dell'era vichinga in servizio in tutto il Nord Europa e il Nord America. Il Museo delle navi vichinghe di Roskilde (Danimarca) è stato particolarmente prolifico nella costruzione di accurate ricostruzioni partendo dai reperti archeologici della propria collezione. Un altro esempio famoso è la Vildfamne, replica della nave svedese Äskekärr (930 d.C.), la nave mercantile vichinga meglio conservata al mondo. La Vildfamne è uno knarr di 16 m, nominato al re vichingo svedese Ivar Vidfamne.